# عرب بائدة

العرب البائدة أو العرب القدماء أو العرب الأصليين هم من الأقوام الذين كانوا في نظر النسابين العرب السكان الأصليين للجزيرة العربية، فمنهم عاد وثمود والعماليق وجرهم وطسم وجديس وأميم وعبيل ووبار، وهي أقوام انقرضت كلها قبل ظهور الإسلام، المعلومات عن هذه الأقوام قليلة وغامضة، في بعض الأدبيات يطلق اسم العرب القدماء على العرب البائدة.

## مسكنهم
حسب ما ورد في مصادر تاريخية فإن قوم عاد مسكنهم الأحقاف  (حضرموت) وثمود في مدينة الحجر والعماليق وهم قبائل عدة مساكنهم في تهامة والحجاز والبحرين وعُمان ومنهم قبيلة عبيل في يثرب وقبيلة جرهم في مكة. 

وقبيلة السميدع في اليمن وقبيلة جاسم في البحرين وطسم وجديس مسكنهم اليمامة (نجد).

فعاد وثمود والعماليق وأُميم وجاسم وجديس وطسم هم العرب، وكانت بنو قحطان السبأيون من بني هود في نجد فقاتلوا جديس والعماليق وأزحوهم عن البلاد ونزلوا اليمن.

## العرب البائدة عند المؤرخين القدماء
يعتقد أن نسب العرب البائدة (مما جاء في تاريخ الطبري) يعود إلى نسل نوح وابنه سام وابنه إرم، وأن إرم أنجب عوض وجاثر، ومن نسل عوض كانت عاد ومن نسل جاثر كانت ثمود.
وفي النصوص الإسلامية يذكر أنهم كانوا عمالقة (عاد وثمود).
وفي نصوص ابن قتيبة يستمد أن لإرم بن سام بن نوح أبناء هم لاود وعوض وجاثر، ومن نسل لاود جاءت أقوام عمليق وطسم وجديس، ومن عوض عاد ومن جاثر ثمود.

## اقرأ أيضا
- إرم ذات العماد.
- قحطانيون.
- عدنانيون.